# Однополые браки на Мальте
Гражданские союзы в республике Мальта были легализованы в апреле 2014 года. Соответствующий законопроект был принят парламентом республики 14 апреля, а уже 16 апреля документ был подписан президентом страны Мари-Луизой Колейро Прекой. Кроме прочего, законопроект разрешает совместное усыновление детей. 12 июля 2017 года парламент страны принял закон, дающий право однополым парам заключать брак. Он вступил в силу 1 сентября 2017 года.

## История

### Гражданские союзы
Закон о гражданских союзах (англ. Civil Unions Act) был принят парламентом республики 14 апреля 2014 года в третьем чтении. Такие союзы могут заключать однополые и разнополые пары. Закон предусматривает те же права и обязанности брака, включая право на совместное усыновление детей. Кроме того, законом предусматривается признание всех однополых браков и партнёрств, заключённых ранее за границей. Иностранные партнёры мальтийцев также получают право на проживание в стране.
Католицизм на Мальте является государственной религией. В этой стране лишь в октябре 2011 года были разрешены разводы, после того как на референдуме в мае 2011 года за право на развод высказалось более 53 % мальтийцев. До этого времени Мальта оставалась единственным европейским государством Европы, запрещающим разводы, и её граждане вынуждены были разводиться за границей. Католическая церковь также активно выступала против узаконивания гражданских партнёрств в стране.
За разрешение усыновления для однополых пар выступала находящаяся у власти Лейбористская партия. Оппозиционная ей Националистическая партия Мальты хотя и поддерживала введение института гражданских партнёрств для однополых пар, однако выступала против наделения их правом усыновления. Члены партии воздержались при голосовании по законопроекту.
Премьер-министр Мальты Джозеф Мускат приветствовал принятие закона и выразил мнение о том, что этот закон будет способствовать превращению Мальты в либеральное европейское государство. Президент страны Мари-Луиз Колейро Прека сразу же заявила о намерении подписать принятый законопроект.
Первый гражданский союз был заключён 13 июня 2014 года. К ноябрю 2016 года в стране было зарегистрировано 153 однополых гражданских союзов. В 2018 году всего лишь 4 гражданских союза было заключено на Мальте.

### Однополый брак
21 февраля 2017 года министр по социальному диалогу, вопросам потребителей и гражданским свободам Хелена Доли сообщила, что правительство работает над законопроектом, легализующим однополые браки в стране. На следующий день Доли заявила, что Кабинету предстоит решить, будет ли законопроект внесён в парламент до следующих выборов, предварительно запланированных на 2018 год. Однако на 3 июня 2017 года были назначены досрочные выборы, что отложило вопрос на следующий законодательный срок.
После победы Лейбористской партии на парламентских выборах 3 июня 2017 года премьер-министр Джозеф Мускат объявил о намерении правительства принят закон об однополых браках в парламенте до конца лета. 23 июня Националистическая партия подтвердила своё намерение проголосовать за законопроект и внести ряд поправок на стадии комитета.
24 июня 2017 года законопроект об однополых браках (англ. Marriage Bill and other Laws (Amendment) Bill) был представлен в парламенте и прошёл первое чтение. Тем не менее, ряд законодателей высказали озабоченность по поводу некоторых частей законопроекта, в частности тех, которые заменяли гендерно-специфичные термины на гендерно-нейтральные. Второе чтение началось 26 июня. В тот же день члены Демократической партии заявили о своём намерении поддержать законопроект. 5 июля законопроект прошёл второе чтение. 10 июля законопроект прошёл стадию комитета, в ходе которой Комитет по рассмотрению законопроектов отклонил все поправки, предложенные Националистической партией. 12 июля законопроект окончательно был принят в третьем чтении 66 голосами против одного. 1 августа закон был подписан президентом страны Мари-Луизой Колейро Прекой. Он вступил в силу 1 сентября 2017 года. Гражданские союзы, заключённые до вступления в силу закона об однополых браках (англ. Marriage Act and other Laws (Amendment) Act, 2017), могут быть преобразованы в брак в течение 5 лет с момента вступления в силу закона об однополых браках.